# Bataille du Grand Zab
Révolte abbasside
La bataille du Grand Zab a lieu sur les rives du Grand Zab, en Irak, le 25 janvier 750 et oppose le Califat omeyyade à une coalition dirigée par les Abbassides. Cette bataille conduit à la chute de la dynastie omeyyade et son remplacement par la dynastie abbasside, qui restera au pouvoir jusqu’au XIIIe siècle.

## Contexte
En 747, au moment où le calife omeyyade Marwān II prévoit de rétablir l'ordre en Irak à la suite d'un soulèvement kharidjite, un nouveau mouvement bien plus sérieux menace le Califat omeyyade : le mouvement hachimite, du nom de ʾAbū Hāšim, fils de Muḥammad ibn Al-Ḥanafiyya et petit-fils de ʿAlī ibn ʾAbī Ṭalib. C'est une branche des chiites kaysanites, menée par les Abbassides, du clan des Banū Hāšim, rival des Banū ʾUmayya. L'un des principaux facteurs de ce soulèvement est la corruption qui gangrène l'État, notamment les gouverneurs des provinces lointaines du Califat. Le mouvement hachimite est actif au Khorassan et mène une campagne de prosélytisme en recrutant de nombreux adhérents depuis 719 environ. Les Abbassides rallient également à leur cause les anciens partisans de la révolte d'Al-Muḫtār ibn ʾAbī ʿUbayd, qui étaient partisans de Muḥammad ibn Al-Ḥanafiyya vers la fin des années 680. La croissance soutenue du mouvement hachimite vient notamment du fait de sa popularité aussi bien auprès des Arabes que des non Arabes (mawālī), ce qui jouera un rôle crucial.
Vers 746, Abu Muslim al-Khurasani prend la tête du mouvement et initie une insurrection ouverte contre le pouvoir omeyyade un an plus tard. Les Abbassides prennent très vite le contrôle de tout le Khorassan et se dirigent vers l'ouest. Koufa est prise en 749.

## Déroulement

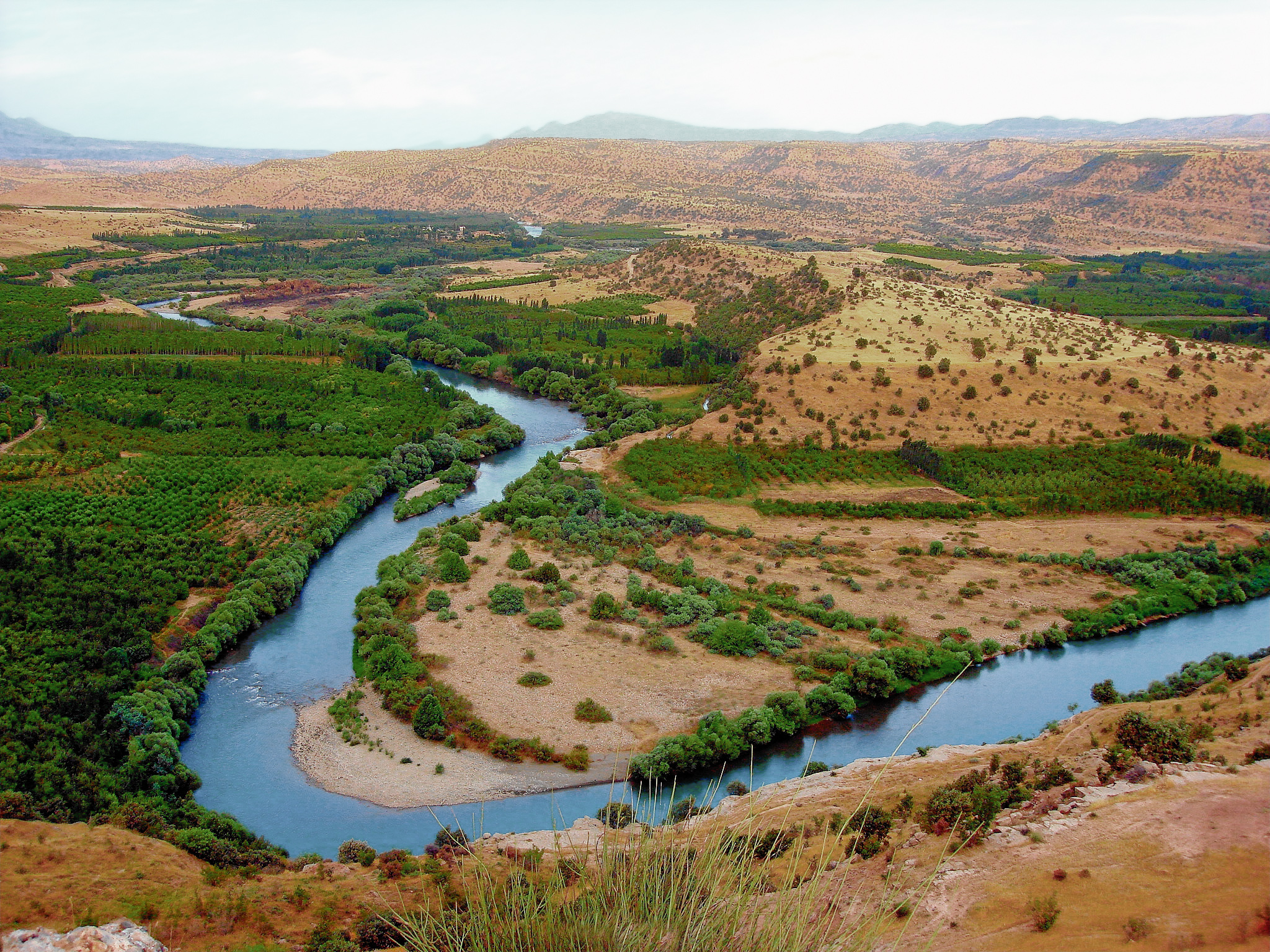
Grand Zab, Irak.

En 750, l'armée omeyyade, dirigée par le calife Marwān II, rencontre l'armée menée par les Abbassides, qui comprend également des chiites et des Iraniens, sur les rives du Grand Zab, près du confluent avec le Tigre, en Irak. L’armée omeyyade est plus nombreuse, mieux entraînée, mieux équipée et plus expérimentée, comprenant de nombreux vétérans ayant combattu l'Empire byzantin, mais son soutien au calife omeyyade est assez mou, et elle est démoralisée par la série de défaites infligées aux débuts de la révolte par les Abbassides qui, eux, ont le moral très élevé.
L’armée abbasside forme un mur de lances, tactique probablement adoptée au fil de leurs précédentes batailles. Ceci n'empêche pas la cavalerie omeyyade de charger, sans doute par excès de confiance en son expérience, mais l'attaque est un échec et le mur abbasside ne peut être percé. Démoralisés, les Omeyyades se retirent de la bataille, plusieurs sont tués par les Abbassides ou se noient dans les eaux de la rivière.

## Conséquences
Après la bataille, Marwān II fuit en Égypte, où il est tué. La même année, Damas est prise et ʾAbū Al-ʿAbbās As-Saffāḥ, chef des Abbassides, est proclamé calife à Koufa. C'est la fin du Califat omeyyade et le début du Califat abbasside.
Les Abbassides détruisent la plupart des tombeaux omeyyades, n'épargnant que celui de ʿUmar II, et presque tous les membres de la famille sont traqués et tués, mais le prince omeyyade ʿAbd Ar-Raḥmān ibn Muʿāwiya, petit-fils de Hišām, réussit à s'enfuir, à gagner la péninsule Ibérique et à y établir un émirat à Cordoue. En 929, l'émir ʿAbd Ar-Raḥmān III prend le titre de calife.